# Longitarsus testaceus
Longitarsus testaceus är en skalbaggsart som först beskrevs av F. E. Melsheimer 1847.  Longitarsus testaceus ingår i släktet Longitarsus och familjen bladbaggar. Inga underarter finns listade i Catalogue of Life.